# Osek (kraj pilzneński)
Osek – gmina w Czechach, w powiecie Rokycany, w kraju pilzneńskim. Według danych z dnia 1 stycznia 2013 liczyła 1 293 mieszkańców.